# Região Geográfica Intermediária de Curitiba
A Região Geográfica Intermediária de Curitiba é uma das seis regiões intermediárias do estado brasileiro do Paraná e uma das 134 regiões intermediárias do Brasil, criadas pelo Instituto Brasileiro de Geografia e Estatística (IBGE) em 2017. É composta por 45 municípios, distribuídos em três regiões geográficas imediatas.
Sua população total estimada pelo Instituto Brasileiro de Geografia e Estatística (IBGE) para 1º de julho de 2018 é de 4 085 558 de habitantes, distribuídos em uma área total de 29 949,220 km².
Curitiba é o município mais populoso da região intermediária, além de ser capital do estado, com 1 917 185 habitantes, de acordo com estimativas de 2018 do Instituto Brasileiro de Geografia e Estatística (IBGE).

## Regiões geográficas imediatas
| Região geográfica imediata                     | Municípios | População Estimativa 2018 | Área (km²) |
| ---------------------------------------------- | --- | ------------------------- | ---------- |
| Região Geográfica Imediata de Curitiba         | Adrianópolis Agudos do Sul Almirante Tamandaré Araucária Balsa Nova Bocaiúva do Sul Campina Grande do Sul Campo do Tenente Campo Largo Campo Magro Cerro Azul Colombo Contenda Curitiba Doutor Ulysses Fazenda Rio Grande Itaperuçu Lapa Mandirituba Piên Pinhais Piraquara Quatro Barras Quitandinha Rio Branco do Sul Rio Negro São José dos Pinhais Tijucas do Sul Tunas do Paraná | 3 615 027                 | 16 577,755 |
| Região Geográfica Imediata de Paranaguá        | Antonina Guaraqueçaba Guaratuba Matinhos Morretes Paranaguá Pontal do Paraná | 294 160                   | 6 058,032  |
| Região Geográfica Imediata de União da Vitória | Antônio Olinto Bituruna Cruz Machado General Carneiro Paula Freitas Paulo Frontin Porto Vitória São Mateus do Sul União da Vitória | 176 371                   | 7 313,433  |
| Total                                          | 45 | 4 085 558                 | 29 949,220 |